# Fred Agabashian
 Fred Agabashian  fou un pilot estatunidenc de curses automobilístiques nascut el 21 d'agost del 1913 a Modesto, Califòrnia.
Agabashian va córrer a la Champ Car a les temporades 1947-1957 incloent-hi la cursa de les 500 milles d'Indianapolis de tots aquests anys.
Fred Agabashian va morir el 13 d'octubre del 1989 a Alamo, Califòrnia.

## Resultats a la Indy 500
| Any    | Cotxe  | Sortida | Vel. mitja | Ranking | Final  | Voltes | V. líder | Retirat               |
| ------ | ------ | ------- | ---------- | ------- | ------ | ------ | -------- | --------------------- |
| 1947   | 41     | 23      | 121.478    | 13      | 9      | 191    | 0        | A 9 voltes            |
| 1948   | 26     | 32      | 122.737    | 28      | 23     | 58     | 0        | Pèrdua d'oli          |
| 1949   | 15     | 31      | 127.007    | 25      | 27     | 38     | 0        | Sobreescalfament      |
| 1950   | 28     | 2       | 132.792    | 3       | 28     | 64     | 0        | Pèrdua d'oli          |
| 1951   | 59     | 11      | 135.029    | 6       | 17     | 109    | 0        | Embragatge            |
| 1952   | 28     | 1       | 138.010    | 3       | 27     | 71     | 0        | Sobrealimentació      |
| 1953   | 59     | 2       | 137.546    | 4       | 4      | 200    | 1        | Va acabar             |
| 1954   | 77     | 24      | 137.746    | 30      | 6      | 200    | 0        | Va acabar             |
| 1955   | 14     | 4       | 141.933    | 2       | 32     | 39     | 0        | Virolla               |
| 1956   | 42     | 7       | 144.069    | 8       | 12     | 196    | 0        | A 4 voltes            |
| 1957   | 14     | 4       | 142.557    | 8       | 22     | 107    | 0        | Pèrdua de combustible |
| Totals | Totals | Totals  | Totals     | Totals  | Totals | 1273   | 1        |                       |

| Curses       | 11 |
| Poles        | 1  |
| Voltes líder | 1  |
| Victòries    | 0  |
| Top 5        | 1  |
| Top 10       | 3  |
| Retirades    | 7  |

## A la F1
El Gran Premi d'Indianapolis 500 va formar part del calendari del campionat del món de la Fórmula 1 entre les temporades 1950 a la 1960.
Els pilots que competien a la Indy durant aquests anys també eren comptabilitats pel campionat de la F1.
Fred Agabashian va participar en 8 curses de F1, debutant al Gran Premi d'Indianapolis 500 del 1950.

### Palmarès a la F1
- Participacions: 8
- Poles: 1
- Voltes Ràpides: 0
- Victòries: 0
- Pòdiums: 0
- Punts vàlids per la F1: 1.5